# クリーノ
クリーノ（伊: Curino、ピエモンテ語: Curin）は、イタリア共和国ピエモンテ州ビエッラ県にある、人口約500人の基礎自治体（コムーネ）。

## 地理

### 位置・広がり
| 隣接するコムーネは以下の通り。括弧内のVCはヴェルチェッリ県所属を示す。 - ブルズネンゴ - カザピンタ - クレヴァクオーレ - マッセラーノ - メッツァーナ・モルティリエンゴ - プライ - ロアージオ (VC) - ソステーニョ - ヴィッラ・デル・ボスコ - ヴァルディラーナ (ソプラーナ、トリヴェーロ) |